# Manoir de Fredersdorf

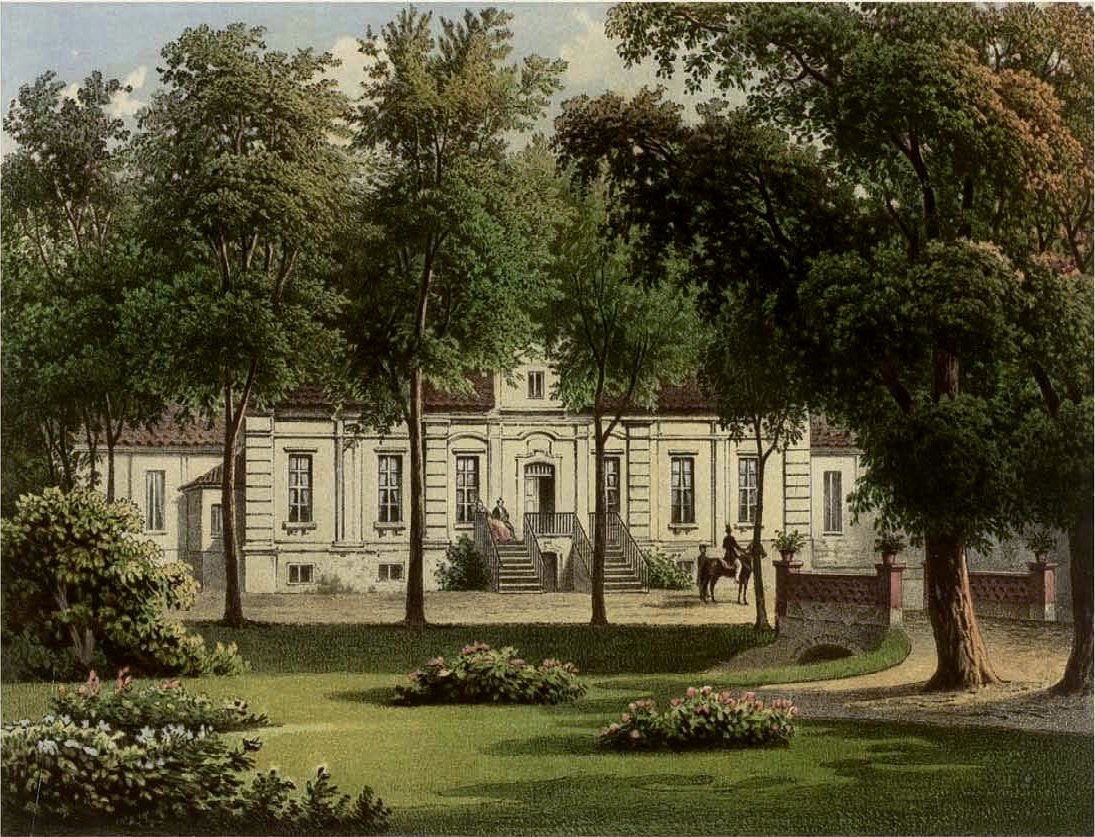
Vue du manoir de Fredersdorf vers 1860 (recueil d'Alexander Duncker)

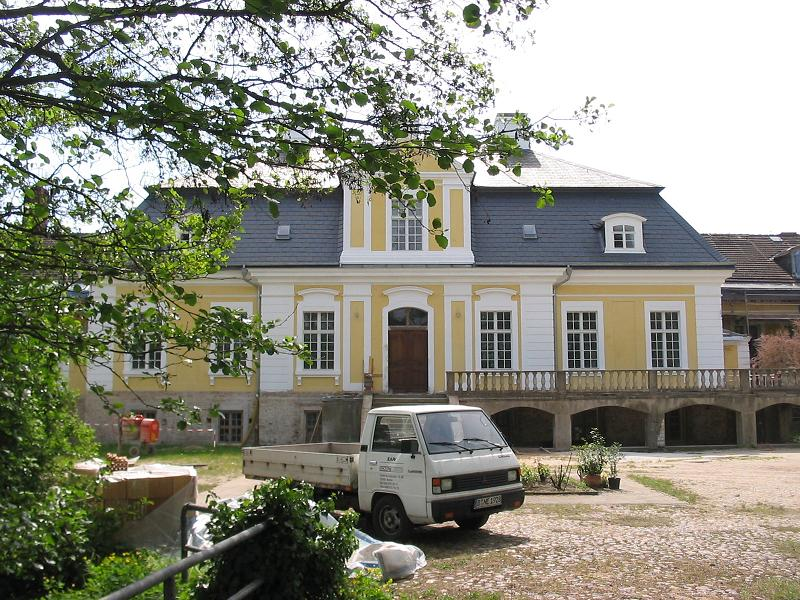
Le manoir aujourd'hui en cours de restauration

Le manoir de Fredersdorf (Rittersgut Fredersdorf) est une petite gentilhommière située à Fredersdorf, près de Bad Belzig, dans le Brandebourg (arrondissement de Potsdam-Mittelmark). Il a été cité par Theodor Fontane dans ses Promenades de la Marche de Brandebourg.

## Histoire
Ce manoir baroque a été construit en 1719 par Ludwig von Oppen, descendant d'une famille de la noblesse de Saxe et du Brandebourg, originaire de Kossenblatt qui appartenait en 1581 au grand-chambellan Georg von Oppen. Un de leurs ancêtres seigneur de Halberstadt, Matthias von Oppen (de) (1565-1621), fut partisan ardent et organisateur de la Réforme. Son journal a été retrouvé au milieu du XIXe siècle et constitue une source majeure de connaissances à propos du Brandebourg d'avant la Guerre de Trente Ans.

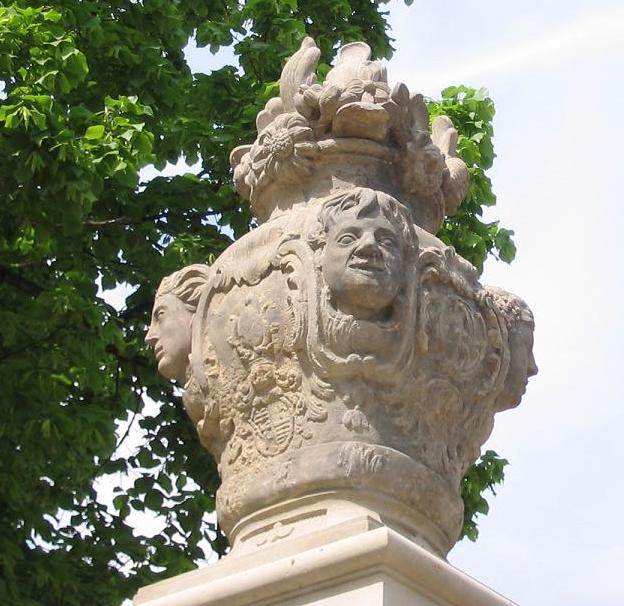
Détail d'un des vases du portail

Le manoir se présente du côté du parc sous la forme d'un long bâtiment à un seul niveau sous un toit à la Mansart avec une haute fenêtre à fronton en son milieu. Six fenêtres et une porte d'entrée donnant sur une terrasse légèrement surélevée rythment la façade de l'avant-corps en dehors du toit. Des bâtiments de côté ont été ajoutés en 1748 et en 1927. Du côté de l'entrée, le portail est décoré de chaque côté de deux piliers couronné chacun d'un vase de pierre, présentant les blasons de la famille sur les côtés, des têtes humaines comme des mascarons sur les bords et un panier de fruits et de fleurs sur le haut. La façade d'honneur présente en son milieu un avant-corps de six fenêtres (dont une porte-fenêtre entre deux fenêtres au rez-de-chaussée) à un étage entouré de pilastres surmonté d'un fronton. Le manoir est entouré d'un vaste parc qui descend vers les champs.
Les derniers propriétaires de la famille Oppen furent des descendants de la branche Oppen von Huldenberg, dont la baronne Elsita Oppen von Huldenberg expulsée en 1945.
Le manoir de Fredersdorf abritait jusqu'en l'an 2000 une école de district. Il est devenu propriété privée en 2004 et se trouve en cours de restauration.

## Source
- (de) Bruno Sobotka, Burgen, Schlösser, Gutshäuser in Brandenburg und Berlin, Stuttgart, 1992